# Gjirokastër (prefectuur)
Gjirokastër (Albanees: Qarku i Gjirokastrës) is een van de 12 prefecturen van Albanië. De hoofdstad van de prefectuur is Gjirokastër. De bevolking van de prefectuur bevat een aanzienlijke Griekse minderheid.

## Bevolking
Gjirokastër telt 65.939 inwoners (op 1 januari 2017). Dat is twee procent van de bevolking van Albanië: daarmee is Gjirokastër de kleinste prefectuur qua inwonersaantal.
De bevolkingsafname is een enorm groot probleem in Gjirokastër. Tussen 2001 en 2017 is de bevolking van 112.726 afgenomen tot 65.939 inwoners. Dat is een daling van 46.787 mensen, ofwel -42%. Eind 1989 woonden er nog 155.998 mensen in Gjirokastër. Tussen 2016 en 2017 is het aantal inwoners verder afgenomen met zo'n 3,06%.
Gjirokastër heeft een gemiddelde leeftijd van 37 jaar.

### Religieuze samenstelling
Volgens de volkstelling van 2011 is de religieuze samenstelling in prefectuur Gjirokastër erg divers. De islam is de grootste religie onder de bevolking: 38,54 procent van de bevolking is moslim. Zo'n 17,43 procent van de bevolking behoort tot de  Albanees-Orthodoxe Kerk, vooral leden van de Griekse minderheid. Zo'n 8,48 procent van de bevolking behoort tot het bektashisme en een kleine 2,07 is katholiek.

### Bestuurlijke indeling
De prefectuur is ingedeeld in zeven steden (bashkia) na de gemeentelijke herinrichting van 2015:
Dropull • Gjirokastër • Këlcyrë • Libohovë • Memaliaj • Përmet • Tepelenë.
Berat · Dibër · Durrës · Elbasan · Fier · Gjirokastër · Korçë · Kukës · Lezhë · Shkodër · Tirana · Vlorë

Deelgemeenten · Gemeenten · Prefecturen